# Wereldkampioenschappen schaatsen sprint 2008
De wereldkampioenschappen schaatsen sprint 2008 werden op 19 en 20 januari 2008 gereden op de ijsbaan van Thialf.
Titelverdedigers waren de Wereldkampioenen van 2007 in Hamar, Anni Friesinger en Lee Kyou-hyuk.
Aanvankelijk zou dit WK in Helsinki plaatsvinden, maar de Finse bond gaf de organisatie terug aan de internationale schaatsunie omdat de hal niet tijdig klaar is. De ISU wees daarop het WK aan Thialf toe.
Bij de mannen deden de Nederlanders Jan Bos en Simon Kuipers een gooi naar de titel. Jan Bos kwam echter ten val in de tweede 500 meter, waardoor zijn klassement verspeeld werd. Simon Kuipers werd vierde, op korte afstand van de nummer 3. Jacques de Koning en Lars Elgersma deden allebei goed mee en werden respectievelijk 8e en 9e. Opvallend is dat Elgersma de eerste dag in een nieuw pak reed en op de tweede dag in zijn oude pak. Zijn tweede dag was een stuk beter, vooral zijn vierde plaats op de 1000 meter viel op.
Bij de vrouwen waren Ireen Wüst (vorig jaar zilver), Marianne Timmer en Annette Gerritsen titelkandidaten. Ireen Wüst kwam echter niet verder dan twee keer een 19e plaats op de 500 meters waardoor ze 6e werd. Marianne Timmer werd 5e en Annette Gerritsen pakte de bronzen medaille, vooral dankzij haar tweede 1000 meter. Paulien van Deutekom deed behoorlijk mee met de 1000 meters, maar omdat ze niet goed is op de 500 meters komt ze niet verder dan een 12e plaats.
| Datum                    | Onderdeel                                                               |
| ------------------------ | ----------------------------------------------------------------------- |
| zaterdag 19 januari 2008 | 500 meter vrouwen 500 meter mannen 1000 meter vrouwen 1000 meter mannen |
| zondag 20 januari 2008   | 500 meter vrouwen 500 meter mannen 1000 meter vrouwen 1000 meter mannen |

## Vrouwen

### Dag 1
| Rang   | Schaatsster       | Land       | Tijd     |
| ------ | ----------------- | ---------- | -------- |
| Goud   | Jenny Wolf        | Duitsland  | 37,64 BR |
| Zilver | Annette Gerritsen | Nederland  | 38,36    |
| Brons  | Lee Sang-hwa      | Zuid-Korea | 38,46    |
| 4      | Zhang Shuang      | China      | 38,49    |
| 4      | Wang Beixing      | China      | 38,49    |
| 6      | Svetlana Kajkan   | Rusland    | 38,64    |
| 7      | Anni Friesinger   | Duitsland  | 38,70    |
| 8      | Marianne Timmer   | Nederland  | 38,91    |
| 9      | Chiara Simionato  | Italië     | 38,94    |
| 10     | Shannon Rempel    | Canada     | 38,95    |

| Rang   | Schaatsster          | Land      | Tijd    |
| ------ | -------------------- | --------- | ------- |
| Goud   | Anni Friesinger      | Duitsland | 1.15,58 |
| Zilver | Ireen Wüst           | Nederland | 1.15,64 |
| Brons  | Marianne Timmer      | Nederland | 1.16,75 |
| 4      | Paulien van Deutekom | Nederland | 1.16,79 |
| 5      | Chiara Simionato     | Italië    | 1.16,89 |
| 6      | Jenny Wolf           | Duitsland | 1.17,06 |
| 7      | Shannon Rempel       | Canada    | 1.17,32 |
| 8      | Annette Gerritsen    | Nederland | 1.17,51 |
| 9      | Heike Hartmann       | Duitsland | 1.17,75 |
| 10     | Maki Tabata          | Japan     | 1.17,85 |

### Dag 2
| Rang   | Schaatsster       | Land             | Tijd     |
| ------ | ----------------- | ---------------- | -------- |
| Goud   | Jenny Wolf        | Duitsland        | 37,60 BR |
| Zilver | Lee Sang-hwa      | Zuid-Korea       | 38,27    |
| Brons  | Annette Gerritsen | Nederland        | 38,44    |
| 4      | Zhang Shuang      | China            | 38,61    |
| 5      | Marianne Timmer   | Nederland        | 38,64    |
| 6      | Chiara Simionato  | Italië           | 38,75    |
| 7      | Anni Friesinger   | Duitsland        | 38,76    |
| 8      | Svetlana Kajkan   | Rusland          | 38,81    |
| 9      | Elli Ochowicz     | Verenigde Staten | 38,88    |
| 10     | Heike Hartmann    | Duitsland        | 38,89    |

| Rang   | Schaatsster          | Land       | Tijd    |
| ------ | -------------------- | ---------- | ------- |
| Goud   | Ireen Wüst           | Nederland  | 1.15,59 |
| Zilver | Anni Friesinger      | Duitsland  | 1.15,82 |
| Brons  | Annette Gerritsen    | Nederland  | 1.15,91 |
| 4      | Chiara Simionato     | Italië     | 1.16,00 |
| 5      | Shannon Rempel       | Canada     | 1.16,55 |
| 6      | Marianne Timmer      | Nederland  | 1.16,72 |
| 7      | Jenny Wolf           | Duitsland  | 1.17,09 |
| 8      | Paulien van Deutekom | Nederland  | 1.17,11 |
| 9      | Heike Hartmann       | Duitsland  | 1.17,86 |
| 10     | Lee Sang-hwa         | Zuid-Korea | 1.18,22 |

### Eindklassement
| #      | Schaatsster          | Land             | 1e 500m    | 1e 1000m     | 2e 500m    | 2e 1000m     | Puntentotaal |
| ------ | -------------------- | ---------------- | ---------- | ------------ | ---------- | ------------ | ------------ |
| Goud   | Jenny Wolf           | Duitsland        | 37,64 (1)  | 1.17,06 (6)  | 37,60 (1)  | 1.17,09 (7)  | 152.315      |
| Zilver | Anni Friesinger      | Duitsland        | 38,70 (7)  | 1.15,58 (1)  | 38,76 (7)  | 1.15,82 (2)  | 153.160      |
| Brons  | Annette Gerritsen    | Nederland        | 38,36 (2)  | 1.17,51 (8)  | 38,44 (3)  | 1.15,91 (3)  | 153.510      |
| 4      | Chiara Simionato     | Italië           | 38,94 (9)  | 1.16,89 (5)  | 38,75 (6)  | 1.16,00 (4)  | 154.135      |
| 5      | Marianne Timmer      | Nederland        | 38,91 (8)  | 1.16,75 (3)  | 38,64 (5)  | 1.16,72 (6)  | 154.285      |
| 6      | Ireen Wüst           | Nederland        | 39,47 (19) | 1.15,64 (2)  | 39,56 (19) | 1.15,59 (1)  | 154.645      |
| 7      | Shannon Rempel       | Canada           | 38,95 (10) | 1.17,32 (7)  | 39,02 (12) | 1.16,55 (5)  | 154.905      |
| 8      | Zhang Shuang         | China            | 38,49 (4)  | 1.18,03 (11) | 38,61 (4)  | 1.18,66 (14) | 155.445      |
| 9      | Heike Hartmann       | Duitsland        | 38,96 (11) | 1.17,75 (9)  | 38,89 (10) | 1.17,86 (9)  | 155.655      |
| 10     | Lee Sang-hwa         | Zuid-Korea       | 38,46 (3)  | 1.20,00 (22) | 38,27 (2)  | 1.18,22 (10) | 155.840      |
| 11     | Svetlana Kajkan      | Rusland          | 38,64 (6)  | 1.18,58 (12) | 38,81 (8)  | 1.18,55 (13) | 156.015      |
| 12     | Paulien van Deutekom | Nederland        | 39,63 (21) | 1.16,79 (4)  | 39,56 (19) | 1.17,11 (8)  | 156.140      |
| 13     | Elli Ochowicz        | Verenigde Staten | 39,10 (17) | 1.18,67 (13) | 38,88 (9)  | 1.18,47 (12) | 156.550      |
| 14     | Joelia Nemaja        | Rusland          | 38,96 (11) | 1.19,08 (16) | 39,19 (16) | 1.18,87 (17) | 157.125      |
| 15     | Svetlana Radkevitsj  | Wit-Rusland      | 39,20 (18) | 1.19,06 (15) | 39,13 (14) | 1.18,71 (16) | 157.215      |
| 16     | Shihomi Shinya       | Japan            | 38,96 (11) | 1.19,16 (18) | 39,09 (13) | 1.19,32 (19) | 157.290      |
| 17     | Sayuri Yoshii        | Japan            | 38,97 (14) | 1.19,00 (14) | 39,55 (17) | 1.19,28 (18) | 157.660      |
| 18     | Jekaterina Malysjeva | Rusland          | 39,55 (20) | 1.19,23 (19) | 39,65 (21) | 1.18,33 (11) | 157.980      |
| 19     | Lee Bo-ra            | Zuid-Korea       | 39,05 (16) | 1.20,06 (23) | 39,17 (15) | 1.19,62 (20) | 158.060      |
| 20     | Maki Tabata          | Japan            | 40,01 (25) | 1.17,85 (10) | 40,22 (27) | 1.18,68 (15) | 158.495      |
| 21     | Kerry Simpson        | Canada           | 39,65 (22) | 1.19,57 (21) | 39,55 (17) | 1.19,64 (21) | 158.805      |
| 22     | Xing Aihua           | China            | 39,00 (15) | 1.20,15 (24) | 38,93 (11) | 1.22,01 (28) | 159.010      |
| 23     | Danielle Wotherspoon | Canada           | 39,75 (23) | 1.20,49 (26) | 39,98 (22) | 1.20,55 (25) | 160.250      |
| 24     | Tamara Oudenaarden   | Canada           | 39,86 (24) | 1.21,15 (29) | 40,01 (23) | 1.20,52 (24) | 160.705      |
| 25     | Heather Richardson   | Verenigde Staten | 40,53 (28) | 1.20,51 (27) | 40,11 (25) | 1.19,85 (22) | 160.820      |
| 26     | Bianca Anghel        | Roemenië         | 40,66 (29) | 1.19,44 (20) | 40,44 (28) | 1.20,07 (23) | 160.855      |
| 27     | Yekaterina Lukoanova | Rusland          | 40,18 (27) | 1.20,38 (25) | 40,21 (26) | 1.21,03 (27) | 161.095      |
| 28     | Natalya Rybakova     | Kazachstan       | 40,75 (31) | 1.20,55 (28) | 40,86 (30) | 1.20,89 (26) | 162.330      |
| 29     | Anna Badayeva        | Wit-Rusland      | 40,73 (30) | 1.22,81 (32) | 40,72 (29) | 1.22,09 (29) | 163.900      |
| 30     | Paulina Wallin       | Zweden           | 40,09 (26) | 1.24,94 (34) | 40,04 (24) | 1.23,27 (32) | 164.235      |
| 31     | Yelena Myagkikh      | Oekraïne         | 41,74 (36) | 1.22,64 (31) | 41,44 (32) | 1.22,66 (30) | 165.830      |
| 32     | Daniela Oltean       | Roemenië         | 41,59 (33) | 1.23,02 (33) | 41,60 (33) | 1.22,77 (31) | 166.085      |
| 33     | Susanna Potka        | Finland          | 41,73 (35) | 1.24,97 (35) | 41,90 (34) | 1.24,18 (33) | 168.205      |
| 34     | Claudia Wallin       | Zweden           | 41,61 (34) | 1.27,65 (36) | 41,02 (31) | 1.26,41 (34) | 169.660      |
| NS3    | Wang Beixing         | China            | 38,49 (4)  | 1.19,10 (17) | NS         |              | 78.040       |
| DQ3    | Lana Gehring         | Verenigde Staten | 41,22 (32) | 1.21,67 (30) | DQ         |              | 82.055       |

## Mannen

### Dag 1
| Rang   | Schaatser           | Land       | Tijd     |
| ------ | ------------------- | ---------- | -------- |
| Goud   | Jeremy Wotherspoon  | Canada     | 34,81 BR |
| Zilver | Lee Kyou-hyuk       | Zuid-Korea | 34,99    |
| Brons  | Lee Kang-seok       | Zuid-Korea | 35,13    |
| 4      | Mika Poutala        | Finland    | 35,14    |
| 5      | Yu Fengtong         | China      | 35,20    |
| 6      | Keiichiro Nagashima | Japan      | 35,24    |
| 6      | Jan Bos             | Nederland  | 35,24    |
| 6      | An Weijiang         | China      | 35,24    |
| 9      | Joji Kato           | Japan      | 35,27    |
| 9      | Dmitri Lobkov       | Rusland    | 35,27    |

| Rang   | Schaatser           | Land       | Tijd    |
| ------ | ------------------- | ---------- | ------- |
| Goud   | Jan Bos             | Nederland  | 1.09,13 |
| Zilver | Simon Kuipers       | Nederland  | 1.09,46 |
| Brons  | Jeremy Wotherspoon  | Canada     | 1.09,47 |
| 4      | Denny Morrison      | Canada     | 1.09,72 |
| 4      | Mun Joon            | Zuid-Korea | 1.09,72 |
| 6      | Lee Kyou-hyuk       | Zuid-Korea | 1.09,84 |
| 7      | Håvard Bøkko        | Noorwegen  | 1.10,11 |
| 8      | Samuel Schwarz      | Duitsland  | 1.10,45 |
| 9      | Keiichiro Nagashima | Japan      | 1.10,51 |
| 10     | Jacques de Koning   | Nederland  | 1.10,55 |

### Dag 2
| Rang   | Schaatser           | Land             | Tijd  |
| ------ | ------------------- | ---------------- | ----- |
| Goud   | Lee Kyou-hyuk       | Zuid-Korea       | 34,85 |
| Zilver | Jeremy Wotherspoon  | Canada           | 34,95 |
| Brons  | Mun Joon            | Zuid-Korea       | 35,00 |
| 4      | Simon Kuipers       | Nederland        | 35,23 |
| 5      | Keiichiro Nagashima | Japan            | 35,25 |
| 6      | Mika Poutala        | Finland          | 35,28 |
| 7      | Lee Kang-seok       | Zuid-Korea       | 35,33 |
| 8      | Joji Kato           | Japan            | 35,40 |
| 8      | Jacques de Koning   | Nederland        | 35,40 |
| 10     | Kip Carpenter       | Verenigde Staten | 35,41 |

| Rang   | Schaatser           | Land       | Tijd    |
| ------ | ------------------- | ---------- | ------- |
| Goud   | Lee Kyou-hyuk       | Zuid-Korea | 1.08,82 |
| Zilver | Jan Bos             | Nederland  | 1.08,94 |
| Brons  | Mun Joon            | Zuid-Korea | 1.09,20 |
| 4      | Lars Elgersma       | Nederland  | 1.09,22 |
| 4      | Denny Morrison      | Canada     | 1.09,22 |
| 6      | Simon Kuipers       | Nederland  | 1.09,28 |
| 7      | Jeremy Wotherspoon  | Canada     | 1.09,54 |
| 8      | Håvard Bøkko        | Noorwegen  | 1.09,93 |
| 9      | Keiichiro Nagashima | Japan      | 1.10,01 |
| 10     | Mika Poutala        | Finland    | 1.10,07 |

### Eindklassement
| #      | Schaatser             | Land             | 1e 500m    | 1e 1000m     | 2e 500m      | 2e 1000m     | Puntentotaal |
| ------ | --------------------- | ---------------- | ---------- | ------------ | ------------ | ------------ | ------------ |
| Goud   | Lee Kyou-hyuk         | Zuid-Korea       | 34,99 (2)  | 1.09,84 (6)  | 34,85 (1)    | 1.08,82 (1)  | 139.170      |
| Zilver | Jeremy Wotherspoon    | Canada           | 34,81 (1)  | 1.09,47 (3)  | 34,95 (2)    | 1.09,54 (7)  | 139.265      |
| Brons  | Mun Joon              | Zuid-Korea       | 35,62 (15) | 1.09,72 (4)  | 35,00 (3)    | 1.09,20 (3)  | 140.080      |
| 4      | Simon Kuipers         | Nederland        | 35,53 (14) | 1.09,46 (2)  | 35,23 (4)    | 1.09,28 (6)  | 140.130      |
| 5      | Keiichiro Nagashima   | Japan            | 35,24 (6)  | 1.10,51 (9)  | 35,25 (5)    | 1.10,01 (9)  | 140.750      |
| 6      | Mika Poutala          | Finland          | 35,14 (4)  | 1.10,65 (11) | 35,28 (6)    | 1.10,07 (10) | 140.780      |
| 7      | Denny Morrison        | Canada           | 35,82 (19) | 1.09,72 (4)  | 35,66 (14)   | 1.09,22 (4)  | 140.950      |
| 8      | Jacques de Koning     | Nederland        | 35,36 (12) | 1.10,55 (10) | 35,40 (8)    | 1.10,20 (11) | 141.135      |
| 9      | Lars Elgersma         | Nederland        | 35,98 (21) | 1.10,84 (13) | 35,56 (12)   | 1.09,22 (4)  | 141.570      |
| 10     | Lee Kang-seok         | Zuid-Korea       | 35,13 (3)  | 1.11,03 (16) | 35,33 (7)    | 1.11,25 (20) | 141.600      |
| 11     | An Weijiang           | China            | 35,24 (6)  | 1.11,01 (15) | 35,67 (16)   | 1.11,02 (18) | 141.925      |
| 12     | Håvard Bøkko          | Noorwegen        | 36,00 (22) | 1.10,11 (7)  | 36,19 (26)   | 1.09,93 (8)  | 142.210      |
| 13     | Tadashi Obara         | Japan            | 35,74 (17) | 1.11,28 (19) | 35,62 (13)   | 1.10,95 (17) | 142.475      |
| 14     | Samuel Schwarz        | Duitsland        | 36,07 (23) | 1.10,45 (8)  | 35,98 (18)   | 1.10,42 (12) | 142.485      |
| 15     | Tucker Fredricks      | Verenigde Staten | 35,41 (13) | 1.11,88 (27) | 35,66 (14)   | 1.11,07 (19) | 142.545      |
| 16     | Maciej Ustynowicz     | Polen            | 35,94 (20) | 1.10,98 (14) | 35,99 (19)   | 1.10,55 (15) | 142.695      |
| 17     | Vincent Labrie        | Canada           | 35,64 (16) | 1.11,54 (23) | 35,68 (17)   | 1.11,33 (21) | 142.755      |
| 18     | Konrad Niedźwiedzki   | Polen            | 36,34 (30) | 1.11,11 (17) | 36,10 (25)   | 1.10,47 (13) | 143.230      |
| 19     | Takaharu Nakajima     | Japan            | 35,79 (18) | 1.11,60 (24) | 36,02 (22)   | 1.11,46 (23) | 143.340      |
| 19     | Joji Kato             | Japan            | 35,27 (9)  | 1.12,34 (31) | 35,40 (8)    | 1.13,00 (34) | 143.340      |
| 21     | Aleksey Yesin         | Rusland          | 36,11 (24) | 1.11,31 (20) | 36,00 (20)   | 1.11,51 (24) | 143.520      |
| 22     | Dag-Erik Kleven       | Noorwegen        | 36,25 (27) | 1.11,69 (26) | 36,01 (21)   | 1.10,92 (16) | 143.565      |
| 23     | Mikael Flygind-Larsen | Noorwegen        | 36,41 (31) | 1.11,25 (18) | 36,38 (29)   | 1.10,50 (14) | 143.665      |
| 24     | Tuomas Nieminen       | Finland          | 36,22 (26) | 1.11,67 (25) | 36,03 (23)   | 1.11,55 (25) | 143.860      |
| 25     | Nico Ihle             | Duitsland        | 36,19 (25) | 1.12,00 (29) | 36,08 (24)   | 1.12,16 (29) | 144.350      |
| 26     | Nick Pearson          | Verenigde Staten | 36,27 (28) | 1.12,10 (30) | 36,55 (33)   | 1.11,64 (26) | 144.690      |
| 27     | Joel Eriksson         | Zweden           | 36,84 (37) | 1.11,36 (22) | 36,64 (34)   | 1.11,42 (22) | 144.870      |
| 28     | Aleksandr Lebedev     | Rusland          | 36,59 (35) | 1.11,96 (28) | 36,49 (32)   | 1.11,82 (27) | 144.970      |
| 29     | Pasi Koskela          | Finland          | 36,43 (32) | 1.12,37 (32) | 36,24 (27)   | 1.12,31 (30) | 145.010      |
| 30     | Aleksej Prosjin       | Rusland          | 36,48 (33) | 1.12,52 (34) | 36,46 (31)   | 1.12,03 (28) | 145.215      |
| 31     | Ermanno Ioriatti      | Italië           | 36,28 (29) | 1.12,91 (35) | 36,43 (30)   | 1.12,32 (31) | 145.325      |
| 32     | Yu Fengtong           | China            | 35,20 (5)  | 1.14,77 (39) | 35,51 (11)   | 1.14,56 (38) | 145.375      |
| 33     | Chris Needham         | Verenigde Staten | 36,50 (34) | 1.12,91 (35) | 36,34 (28)   | 1.12,65 (33) | 145.620      |
| 34     | Aleksej Zjigin        | Kazachstan       | 36,93 (39) | 1.12,44 (33) | 36,73 (35)   | 1.12,62 (32) | 146.190      |
| 35     | Daniel Friberg        | Zweden           | 36,88 (38) | 1.13,31 (37) | 37,12 (36)   | 1.13,08 (36) | 147.195      |
| 36     | Pascal Briand         | Frankrijk        | 37,00 (40) | 1.13,40 (38) | 37,47 (37)   | 1.13,03 (35) | 147.685      |
| 37     | Vladimir Sjerstjuk    | Kazachstan       | 36,64 (36) | 1.15,07 (40) | 52,33 (39)   | 1.14,17 (37) | 163.590      |
| 38     | Aleksandr Komar       | Wit-Rusland      | 37,30 (41) | 1.15,14 (41) | 51,70 (38)   | 1.14,66 (39) | 163.900      |
| 39     | Jan Bos               | Nederland        | 35,24 (6)  | 1.09,13 (1)  | 1.07,48 (40) | 1.08,94 (2)  | 171.755      |
| DQ1    | Kip Carpenter         | Verenigde Staten | DQ         | 1.10,79 (12) | 35,41 (10)   |              | 70.805       |
| NS3    | Pekka Koskela         | Finland          | 35,29 (11) | 1.11,32 (21) | NS           |              | 70.950       |
| NS2    | Dmitri Lobkov         | Rusland          | 35,27 (9)  | NS           |              |              | 35.270       |

1. ↑  https://kijkonderzoek.nl/component/com_kijkcijfers/Itemid,133/file,j1-8-1-p